# Genetică moleculară
Genetică moleculară este ramura biologiei și geneticii care se ocupă cu studiul structurii și fiziologiei genelor la nivel molecular. Genetica moleculară lucrează pe metodele geneticii și biologiei moleculare pentru a elucida funcția moleculară și interacțiile dintre gene. 
Împreună cu determinarea modelului descendenților, genetica moleculară ajută la înțelegerea mutațiilor genetice care cauzează diferite tipuri de boli. Astfel utilizând metodele geneticii și biologiei moleculare, genetica moleculară descoperă motivul pentru care caracterele se transmit și cum pot apărea mutații.